# مستشفى سوهاج الجديدة الجامعي
مستشفي سوهاج الجديدة الجامعي هو مستشفى تعليمي حكومي مصري، وأحد مستشفيات جامعة سوهاج، يتبع كلية الطب (جامعة سوهاج)، يقع بمدينة سوهاج الجديدة بمحافظة سوهاج على مساحة حوالي 8.8 فدان، أنشأ سنة 2020 واُفتتح رسميًا في 5 يناير 2023، بلغت طاقته الاستيعابية سنة 2023 حوالي 300 سرير، منهم 78 سرير عناية مركزة، بالإضافة إلى ستة عشر غرفة عمليات.

## الأقسام والتخصصات
يتكون مستشفى سوهاج الجديدة الجامعي من ثلاثة مباني هي المبنى العلاجي ويضم عشرة أقسام داخلية هي الطوارئ، الولادة، الأشعة، العمليات، المعامل، المناظير، الرعاية المركزة للأطفال، الرعاية المركزة للكبار، الغسيل الكلوي، والعيادات الخارجية والذي يشمل عدد 53 عيادة في مختلف التخصصات الطبية، والمبنى التعليمي بطاقة استيعابية 500 طالب، والمبنى الخدمي الذي يشمل غرفة الكهرباء، المياه، ومحرقة النفايات.

## وصلات خارجية
- الموقع الرسمي للمستشفى.